# تیموتی پمبله
تیموتی پمبله (انگلیسی: Timothée Pembélé؛ زادهٔ ۹ سپتامبر ۲۰۰۲) بازیکن فوتبال اهل فرانسه است.
از باشگاه‌هایی که در آن بازی کرده‌است می‌توان به اشاره کرد.
وی همچنین در تیم‌های ملی فوتبال France national under-16 football team، زیر ۱۷ سال فرانسه، زیر ۱۸ سال فرانسه، زیر ۲۰ سال فرانسه، و France Olympic football team بازی کرده‌است.